# William Henry Jackson

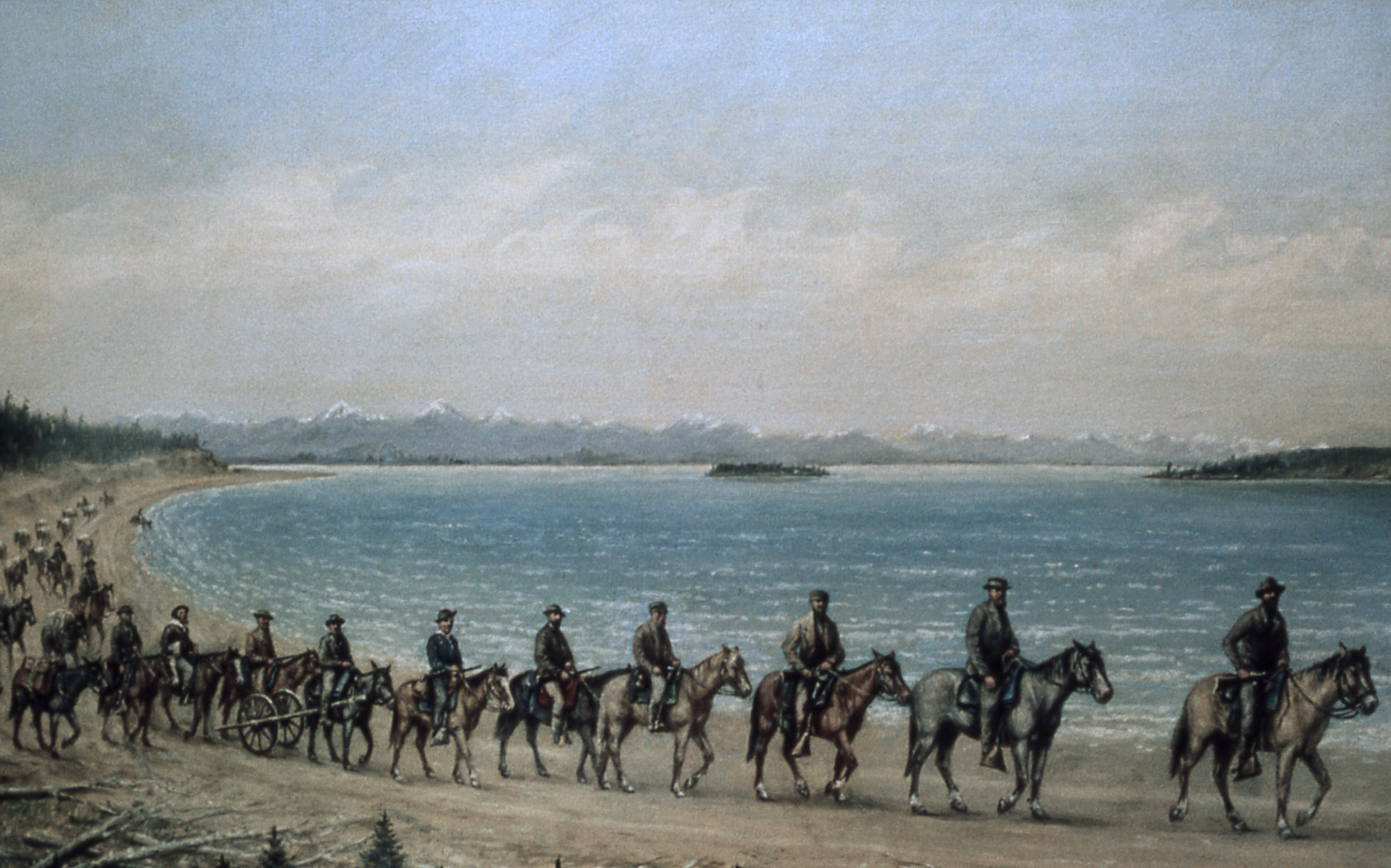
Expedición Hayden en el parque nacional de Yellowstone; pintura de William H. Jackson.

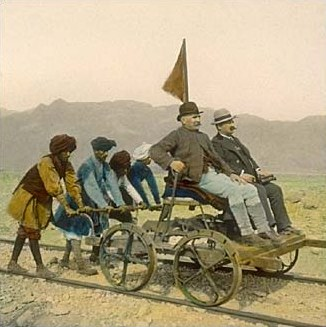
Cuatro nativos con turbantes empujan a Pangborn en un carro por el Paso de Bolán (Baluchistán), en una fotografía pintada para linterna mágica, de 1885 o anterior; también de William Henry Jackson.

William Henry Jackson ( Keesville, Nueva York; 4 de abril de 1843-Nueva York, 30 de junio de 1942) fue un fotógrafo estadounidense cuyas imágenes influenciaron la creación del parque nacional de Yellowstone; también se dedicó al dibujo y la pintura. Entre los temas tratados en sus trabajos artísticos en el oeste del país están el entorno de los amerindios, trabajadores del tren y paisajes naturales.

## Vida y obra
Desde niño fue un aficionado al dibujo con la influencia de su madre. Adquirió su primer trabajo en 1858 en un estudio fotográfico, coloreando imágenes; al mismo tiempo, aprendió las técnicas para el uso de cámaras y del cuarto oscuro. Posteriormente formó parte de una milicia durante la guerra civil. En su tiempo libre, dibujaba escenas de la vida diaria ocurridas en el campo militar. Su tropa se enfrascó en la batalla de Gettysburg pero él nunca vio acción en combate. Acabado el conflicto retornó a la vida civil.
Después de un fracasado compromiso matrimonial se dirigió con dos amigos hacia el oeste del país en busca de las minas de Montana. En la travesía ejerció el oficio de arreador de bueyes para el transporte de mercancías. Poco a poco fue dejando de lado su objetivo inicial de buscar fortuna y se enroló nuevamente en la fotografía. En 1869, con la ayuda de su padre, abrió su estudio fotográfico en Omaha, Nebraska, donde retrató a amerindios de la zona en sus reservas y a trabajadores del ferrocarril. Su obra llamó la atención del Dr. Ferdinand Hayes quien lo invitó a participar en su expedición a través del río Yellowstone en Wyoming. Sus imágenes del entorno natural causaron sensación. Debido al interés generado en el público, el congreso declaró el parque nacional de Yellowstone en 1872. Gran parte de este logro se debe al trabajo de Jackson. 
Formando parte del United States Geological Survey atrapó imágenes de regiones como Grand Tetons, Yosemite y Mesa Verde. Después de terminar este servicio, en 1878, abrió un estudio en Denver, Colorado, donde continuó su trabajo fotografiando ciudades mineras y la construcción del ferrocarril. También vendía sus imágenes puestas en tarjetas postales. 
En 1893, en Chicago, fue fotógrafo oficial de la Colombian Exposition. A la edad de 81 años se dedicó a la pintura, y sus obras, que mostraban escenarios del oeste estadounidense, fueron parte de libros y artículos. Asimismo entrevistaba a los protagonistas del entorno que visitaba. Murió en 1942 a la edad de 99 años. Sus restos fueron enterrados en el Cementerio Nacional de Arlington.

### Audiovisual
- Comptons Interactive Encyclopedia. Softkey Multimedia Inc. 1996.

### Internet
- britannica.com (2007). «William Henry Jackson». Encyclopedia Britannica, Inc. Consultado el Consultado en noviembre del 2007.

- getty.edu. «William Henry Jackson». J. Paul Getty Trust. Archivado desde el original el 26 de junio de 2007. Consultado el Consultado en noviembre del 2007.

- nps.gov (2006). «William Henry Jackson». National Park Service. Consultado el Consultado en noviembre del 2007.